# NTT西日本十日市ビル
NTT西日本十日市ビル（エヌティティにしにほんとうかいちビル）は、広島県広島市中区西十日市町にある、NTT西日本の建築物。現存する被爆建物及び逓信建築の1つ。

## 概要
広瀬橋東詰にある。2つの棟からなり、相生通りに面した1棟が現存する被爆建物で、設計は山田守、鉄筋コンクリート構造3階建。相生通りを挟んで南側に、広島市により原爆被災説明板が設置されている。北側の2棟には電話交換機が収容されている。
また、NTT西日本の関連企業の支店や、NTT西日本-中国の部署が入っている。1棟1階には以前「広島西営業所」として使用されていたが、2001年以降の経営不振によるNTT西日本再編に伴い閉鎖されている。

## 来歴

### 被爆前まで

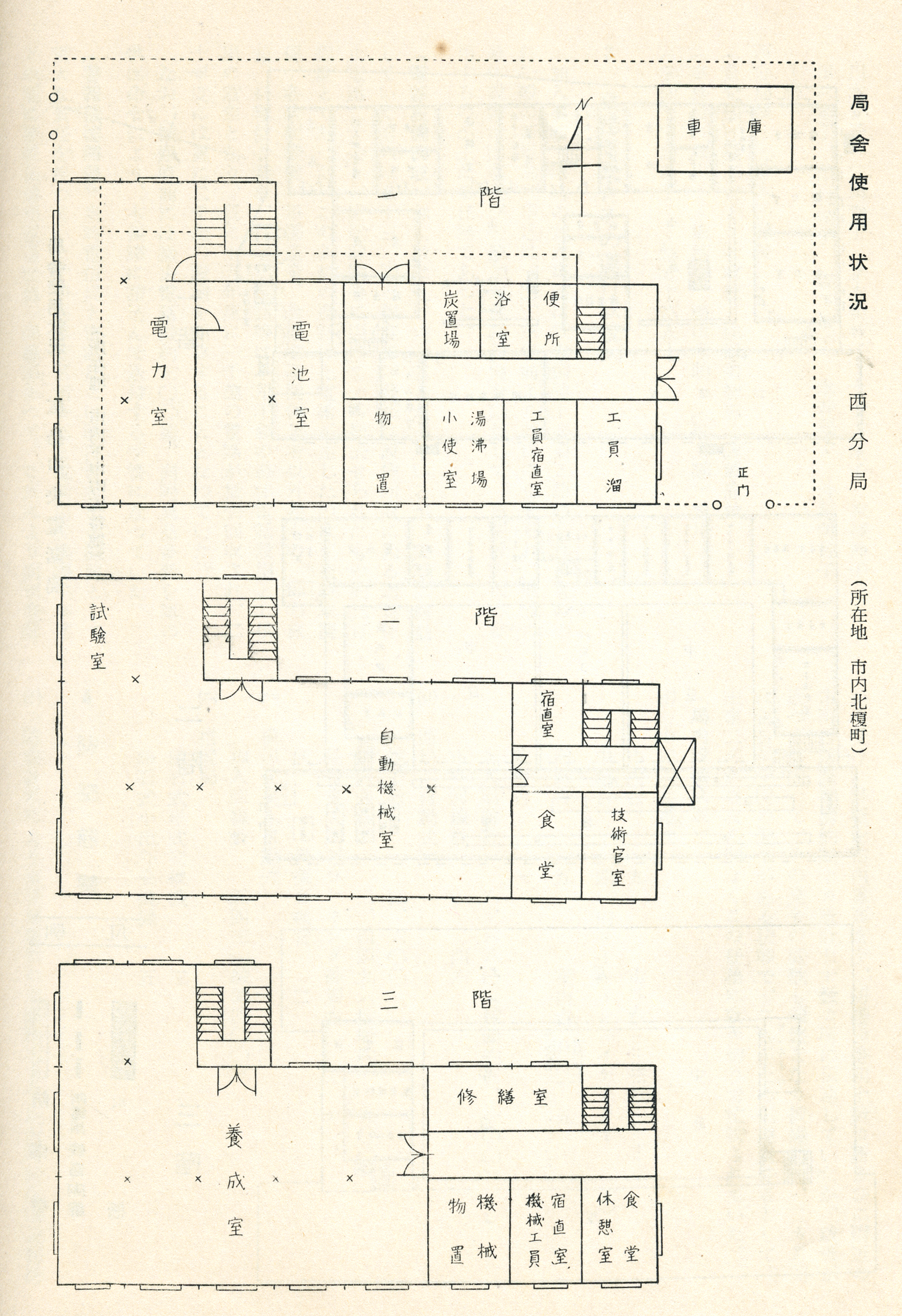
太平洋戦争時期の部屋割

被爆建物である1棟は1937年（昭和12年）竣工。1939年（昭和14年）、市内初の自動交換局「広島中央電話局西分局」として開局した。
太平洋戦争ごろには、当西分局と袋町の中央局の他に、三篠本町の電気試験所広島出張所に西分局横川従局、福屋百貨店(福屋八丁堀本店)地下に電話処置局が設置されていた。
戦争末期には防空警報伝達機関として重要な位置を占めていた。燈火規制により窓には暗幕が張られ、機器が置かれた重要な部分には防爆壁や厚板による扉を設置、周囲約30mは火災防止のため建物疎開された。
電話局自体は、疎開や男子職員の応召により職員は減っておりその足りない部分を女子挺身隊あるいは動員学徒で補っていた。この西分室における職員構成は、局課長主事1人(女性）・判任官4人・雇員1人・挺身隊1人・学徒57人で、男性の割合は1.5%にまで減少している。挺身隊は職員と同等の権限が与えられ、動員学徒は進徳高等学校（現進徳女子高等学校）から派遣され日給50銭を支給していた。

### 被爆後
1945年（昭和20年）8月6日、深夜に空襲警報があったものの早朝解除され、職員は普通に通勤した。出勤状況は、養成教官3人・事務員1人・挺身隊1人・学徒22人、合計27人。被爆直前である8時15分には、教官や事務員は出勤し仕事の準備に入っていたが、授業が8時半からであるため学徒は半分程度しか来ていなかった。
8時15分、広島市への原子爆弾投下により被爆、爆心地から約1.08kmに位置した。窓は対空爆補強していたが、2階は窓枠もろとも吹き飛ばされ補強壁は破損、3階はちょうど1/4ほど開けており吹き飛ばされ室内の補強壁も破壊された。事務机の一つが真っ二つに割れた。建物自体も火災が上がらず無事で、3階の事務室と養成室に負傷者が集中し女性3人が死亡、機器の大半が破損していた。
中央局・横川従局は壊滅的な打撃を受けたため、同月8日からここに措置局が置かれ電話局の拠点となり、12日中央局が復旧したため移された。同月15日終戦日には中央局で電話の交換業務を再開した。西局自体は設備端子の半数が再利用できると判明したため、翌1946年（昭和21年）1月から改修を行い同年8月には完全再開した。
その後北に2棟が竣工し交換機はそちらへ移り、1981年（昭和56年）1棟は事務所棟として全面改装され現在の外観となった。その後営業所は閉鎖された。

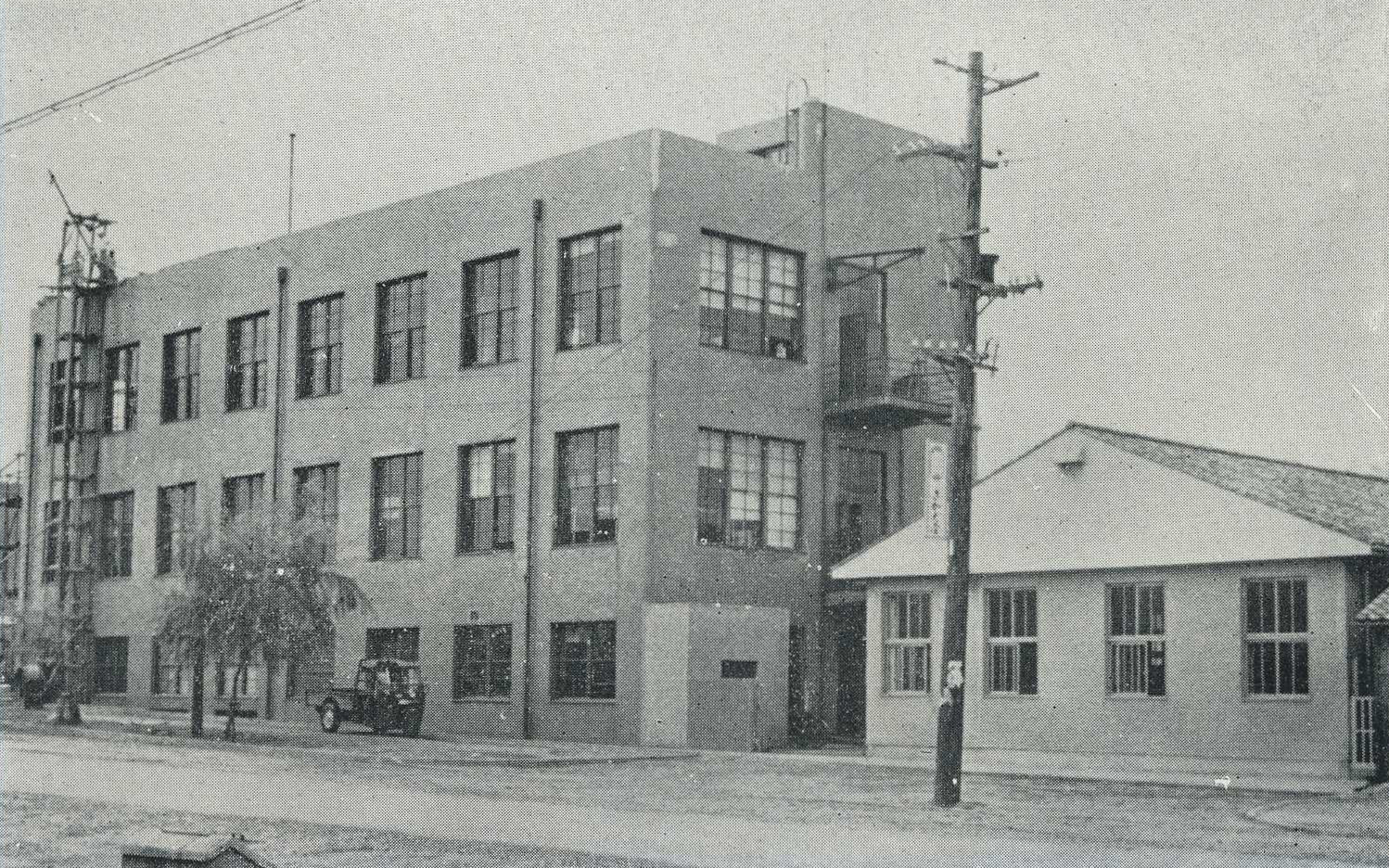
1950年代
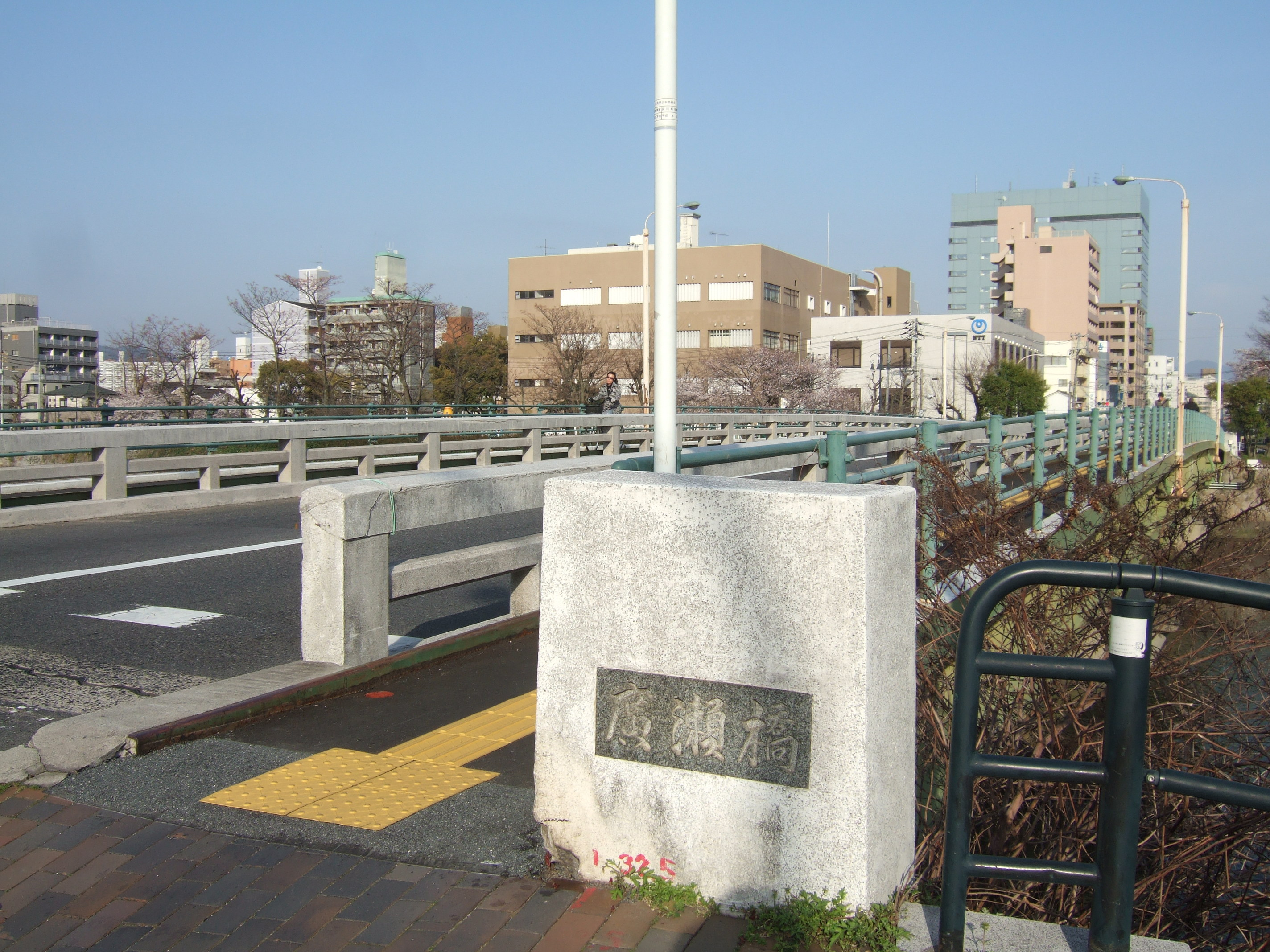
広瀬橋西詰から。中央の建物が2棟で右の白い建物が1棟

## 交通
- 広島電鉄本線・十日市町電停下車、徒歩7分
- 広電バス7号線「西十日市町」下車、すぐ（平日の朝のみ、1日2.5往復のみ停車）

## 参考資料
- 中国電気通信局『広島原爆誌』（原著1955年8月6日）。
- 広島市『広島原爆戦災誌』（PDF）（改良版）、2005年（原著1971年）。2014年12月26日閲覧。
- NTT西日本十日市ビル（旧広島中央電話局西分局 ）（「電話局の写真館」内）